# 金親和憲
金親 和憲（かねちか かずのり、1969年11月12日 - ）は、神奈川県横浜市鶴見区出身で北の湖部屋（入門当時は三保ヶ関部屋）所属の元大相撲力士。本名は山村 和行（やまむら かずゆき）、旧姓は金親。趣味は映画鑑賞。最高位は東十両2枚目（1995年7月場所）。血液型はAB型。2015年に後述する暴行事件を起こし、日本相撲協会から解雇されて以降、本名で報道されることが多かった。

## 来歴
中学時代はバスケットボール部に所属していた。金親が中学1年生の頃には父が18歳の女性と再婚したが、金親とその義母となった女性は折り合いが悪く喧嘩が絶えなかったという。身体が大きかったため多くの相撲部屋からの勧誘があったが一度は入門を断り、横浜商大高校に進学した。しかし義母との不和もあって1ヵ月ほどで高校を中退し、引退したばかりの元横綱・北の湖の内弟子として三保ヶ関部屋に入門して、1985年9月場所に初土俵を踏んだ。同年12月場所に新設された北の湖部屋に移籍した。入門当初の四股名は本名と同じ「金親」だった。
幕下上位で伸び悩んだ時期もあったが、1992年3月場所に十両に昇進し「月山」（がっさん）の四股名を名乗った。しかし4勝11敗と負け越し、1場所で幕下に陥落した。1年半ほど幕下で低迷し、この間の1992年11月場所以降は四股名を本名に戻したが、1993年11月場所に十両に復帰して以降は暫く定着した。取り口は四つ相撲で柔軟な体を活かした土俵際の粘りを時折見せ、1995年7月場所には自己最高位の東十両2枚目まで番付を上げた。同場所では幕内力士との対戦があったが、5勝10敗と負け越し幕内に昇進することは出来なかった。1998年3月場所を最後に幕下に陥落、十両復帰を目標に幕下上位で長く取り続けていたが、2004年5月場所には三段目まで陥落した。同年7月場所は西三段目34枚目の地位で迎え、3勝4敗と負け越し、これを最後に現役を引退した。
当初は、名古屋のラーメン店で修行する予定だったが、2004年7月に9代宮城野（元小結・廣川）の次女と結婚して娘婿になることが決まり、年寄・宮城野を襲名し宮城野部屋を継承することになった。年寄の襲名の条件として「十両と幕内通算30場所以上」という規約があるが、例外規定として部屋後継者と認定された場合には「十両と幕内通算20場所以上」でよいため、十両通算24場所の金親に初めてこの例外規定が適用された。しかし当時の宮城野（10代。元前頭13・竹葉山）が別の年寄名跡（熊ヶ谷）を取得するのに時間を要した関係上、正式に引退届が受理されたのは2004年9月場所後であった。そのため、同場所の番付まで四股名が記載された。宮城野継承により弟子となった光法・龍皇・若竹葉らとは現役時代に対戦経験があり、このうち若竹葉とは現役最終場所で対戦した。また幕下時代の朝青龍にも勝ったことがある（1999年11月場所）。年寄襲名に際しては一門外の部屋を継ぐことから反対者が続出したが、当時の理事長で現役時の師匠でもあった北の湖の後押しがあって実現。
2007年5月場所後、部屋継承により弟子となった白鵬が第69代横綱への昇進を決める。同年5月28日に開かれた横綱審議委員会の席では、脚本家の内舘牧子委員から「新聞などでは熊ヶ谷親方がこう語っているとか、たくさん書いてあります。横綱白鵬にとっては一体誰が師匠なんですか？」という質問が当時の北の湖理事長に寄せられた。これに対し北の湖は「それは熊ヶ谷です。今まで熊ヶ谷がやってきたし、これからもやるべき」と即答し、「宮城野部屋を継承した元・金親は事実上白鵬の師匠ではない」という見解を示した。ただし、白鵬の大関昇進時（2006年3月場所後）及び横綱昇進時（2007年5月場所後）の昇進伝達式に、それぞれ同席したのは当代師匠であった元十両金親・11代宮城野夫妻であり、元幕内竹葉山・15代熊ヶ谷の出席は認められなかった。その後の報道でも全て金親が名義上の師匠、竹葉山は育ての親と扱われていた。
2007年5月掲載の週刊現代で、金親が八百長を告白した録音テープの存在を報じられたことを巡る訴訟にあたり、2010年10月21日に最高裁判所で日本相撲協会の勝訴が確定した直後、協会はこの問題に関する扱いを協議することを決定した。同年12月24日の理事会で本人に弁明の場を設けた上で、「15代熊ヶ谷と年寄名跡を交換」し部屋の師匠の座から追放する勧告を行うとともに、個人の処分として「主任」から「平年寄」に降格（停年まで昇格停止）させた。処分を決めた当時の放駒理事長（元大関・魁傑）は、金親に対し指導者としての再出発を促すコメントを記者会見で述べた。以上の経緯により金親は11代宮城野から16代熊ヶ谷に、竹葉山は15代熊ヶ谷から12代宮城野に、それぞれ名跡を変更。竹葉山が宮城野部屋を再継承する形となった。
日本相撲協会は2014年からの公益財団法人への移行に伴い、年寄名跡を協会側で一括管理するために、2013年12月20日までに当時の現職年寄全員に対し協会へ年寄名跡証書を提出することを求めていたものの、金親は9代宮城野の遺族との話し合いが平行線をたどり、当初の締め切りだった2013年12月20日に提出できなかった。延期された期限が翌2014年1月11日に迫っていたが、複数の関係者によれば2004年に結婚した遺族の次女と離婚することと、それに伴う数千万円の解決金を支払うことで受け渡しに合意したという。証書は期限2日前、2014年1月9日の午前に提出した。
2015年7月中旬にマネージャーの男性へ暴行を加えて負傷させた疑いが浮上、疑いが強まったとして同年9月2日に警視庁に逮捕された。逮捕当初から容疑を認め、その後は同月18日に東京地方検察庁により起訴され、同年10月1日には日本相撲協会から解雇処分を受けた。同年11月16日に東京地方裁判所で開かれた初公判でも起訴内容を認め、被害男性に業務上のミスに対する罰として加えていた暴行の内容、及び罰の内容を選択させるなどの脅迫行為もはたらいた事実も検察によって明らかにされ、2016年3月25日には懲役3年執行猶予4年の有罪判決が言い渡された。
尚、熊ヶ谷の年寄名跡は、懲戒解雇以降も暫くは金親が所有していたとされるが、2018年4月20日に、引退当初荒磯を借り名跡で襲名していた玉飛鳥大輔が名跡変更した際に取得したと見られる。

## 主な成績
- 通算成績：494勝481敗11休 勝率.507
- 十両成績：167勝193敗 勝率.464
- 現役在位：114場所
- 十両在位：24場所

## 場所別成績
| | 一月場所 初場所（東京） | 三月場所 春場所（大阪） | 五月場所 夏場所（東京） | 七月場所 名古屋場所（愛知） | 九月場所 秋場所（東京）   | 十一月場所 九州場所（福岡） |
| --- | ----------------------- | ----------------------- | ----------------------- | --------------------------- | ------------------------- | --------------------------- |
| 1985年 （昭和60年） | x                       | x                       | x                       | x                           | （前相撲）                | 東序ノ口45枚目 4–3          |
| 1986年 （昭和61年） | 西序ノ口11枚目 5–2      | 東序二段103枚目 5–2     | 西序二段71枚目 3–4      | 東序二段92枚目 3–4          | 東序二段106枚目 4–3       | 西序二段79枚目 4–3          |
| 1987年 （昭和62年） | 東序二段54枚目 6–1      | 西三段目92枚目 4–3      | 東三段目78枚目 4–3      | 東三段目61枚目 4–3          | 東三段目46枚目 4–3        | 西三段目28枚目 3–4          |
| 1988年 （昭和63年） | 西三段目41枚目 2–5      | 西三段目70枚目 4–3      | 東三段目51枚目 6–1      | 東三段目4枚目 6–1           | 東幕下35枚目 4–3          | 東幕下25枚目 2–5            |
| 1989年 （平成元年） | 東幕下46枚目 4–3        | 西幕下37枚目 5–2        | 西幕下22枚目 2–5        | 東幕下40枚目 4–3            | 西幕下27枚目 1–2–4        | 東幕下57枚目 休場 0–0–7     |
| 1990年 （平成2年） | 東幕下57枚目 2–5        | 東三段目24枚目 6–1      | 東幕下47枚目 3–4        | 西三段目3枚目 6–1           | 東幕下33枚目 2–5          | 西幕下48枚目 5–2            |
| 1991年 （平成3年） | 西幕下28枚目 2–5        | 西幕下44枚目 4–3        | 西幕下36枚目 4–3        | 西幕下24枚目 5–2            | 西幕下13枚目 6–1          | 東幕下4枚目 4–3             |
| 1992年 （平成4年） | 東幕下2枚目 5–2         | 西十両10枚目 4–11       | 東幕下5枚目 4–3         | 東幕下筆頭 3–4              | 西幕下4枚目 2–5           | 東幕下18枚目 4–3            |
| 1993年 （平成5年） | 東幕下13枚目 5–2        | 西幕下5枚目 3–4         | 東幕下11枚目 4–3        | 東幕下7枚目 5–2             | 西幕下筆頭 4–3            | 西十両13枚目 8–7            |
| 1994年 （平成6年） | 東十両9枚目 7–8         | 東十両10枚目 8–7        | 東十両8枚目 8–7         | 東十両5枚目 6–9             | 東十両8枚目 8–7           | 東十両5枚目 8–7             |
| 1995年 （平成7年） | 西十両2枚目 6–9         | 西十両6枚目 9–6         | 西十両2枚目 8–7         | 東十両2枚目 5–10            | 東十両6枚目 8–7           | 東十両5枚目 6–9             |
| 1996年 （平成8年） | 東十両8枚目 9–6         | 西十両6枚目 6–9         | 東十両10枚目 9–6        | 東十両4枚目 6–9             | 西十両7枚目 7–8           | 東十両10枚目 5–10           |
| 1997年 （平成9年） | 東幕下2枚目 3–4         | 東幕下7枚目 4–3         | 西幕下4枚目 5–2         | 東幕下筆頭 4–3              | 東十両13枚目 8–7          | 西十両8枚目 7–8             |
| 1998年 （平成10年） | 西十両10枚目 7–8        | 西十両11枚目 4–11       | 東幕下4枚目 2–5         | 東幕下14枚目 1–6            | 東幕下37枚目 5–2          | 東幕下23枚目 4–3            |
| 1999年 （平成11年） | 西幕下15枚目 3–4        | 東幕下22枚目 3–4        | 西幕下30枚目 4–3        | 東幕下23枚目 4–3            | 東幕下16枚目 4–3          | 西幕下12枚目 5–2            |
| 2000年 （平成12年） | 東幕下5枚目 3–4         | 西幕下9枚目 2–5         | 東幕下22枚目 2–5        | 西幕下38枚目 3–4            | 西幕下51枚目 5–2          | 西幕下30枚目 5–2            |
| 2001年 （平成13年） | 西幕下18枚目 2–5        | 西幕下33枚目 5–2        | 東幕下22枚目 3–4        | 西幕下33枚目 4–3            | 西幕下26枚目 2–5          | 西幕下41枚目 6–1            |
| 2002年 （平成14年） | 西幕下17枚目 3–4        | 西幕下26枚目 2–5        | 西幕下43枚目 4–3        | 西幕下35枚目 3–4            | 西幕下48枚目 3–4          | 西幕下57枚目 4–3            |
| 2003年 （平成15年） | 西幕下48枚目 1–6        | 東三段目19枚目 4–3      | 東三段目8枚目 4–3       | 東幕下58枚目 3–4            | 西三段目10枚目 3–4        | 西三段目25枚目 4–3          |
| 2004年 （平成16年） | 西三段目11枚目 2–5      | 東三段目36枚目 3–4      | 東三段目51枚目 4–3      | 西三段目34枚目 3–4          | 東三段目52枚目 引退 0–0–0 | x                           |
| 各欄の数字は、「勝ち-負け-休場」を示す。 優勝 引退 休場 十両 幕下 三賞：敢=敢闘賞、殊=殊勲賞、技=技能賞 その他：★=金星 番付階級：幕内 - 十両 - 幕下 - 三段目 - 序二段 - 序ノ口 幕内序列：横綱 - 大関 - 関脇 - 小結 - 前頭（「#数字」は各位内の序列） |                         |                         |                         |                             |                           |                             |

## 改名歴
- 金親 和行（かねちか かずゆき）1985年9月場所 - 1992年1月場所[要出典]
- 月山 一行（がっさん かずゆき）1992年3月場所 - 1992年9月場所[要出典]
- 金親 和憲（かねちか かずのり）1992年11月場所 - 1999年11月場所[要出典]
- 金親 剛健（- ごうけん）2000年1月場所 - 2004年5月場所[要出典]
- 金親 和行（- かずゆき）2004年7月場所 - 2004年9月場所[要出典]

## 年寄変遷
- 宮城野 友淳（みやぎの ともあつ）2004年8月 - 2008年8月[要出典]
- 宮城野 正浩（みやぎの ただひろ）2008年9月 - 2010年12月[要出典]
- 熊ヶ谷 正浩（くまがたに ただひろ）2010年12月 - 2011年1月[要出典]
- 熊ヶ谷 典諭（くまがたに のりさと）2011年1月 - 2015年10月[要出典]